# 亚东柳
亚东柳（学名：Salix paratetradenia var. yatungensis）为杨柳科柳属下的一个变种。

## 扩展阅读
- 維基物種上的相關：亚东柳